# I Love You (Miss Robot)
I Love You (Miss Robot) è una canzone composta, registrata e prodotta dal gruppo musicale new wave britannico The Buggles, un duo costituito da Trevor Horn e Geoff Downes. Inserita come quarta traccia nell'album di debutto The Age of Plastic pubblicato nel gennaio del 1980, non venne mai estratta come singolo.
Secondo quanto affermato da Downes, il brano tratterebbe la condizione di voler fuggire da un amplesso con una persona che non si ama veramente, sebbene i critici musicali reputino che esso abbia più a che fare con il rapporto che un essere umano può avere con un androide, coerentemente con la tematica fantascientifica affrontata nel disco. Venne eseguito dal vivo soltanto una volta nel 2010, nel cosiddetto The Lost Gig, un concerto in cui venne suonato l'intero album e il cui ricavato venne devoluto al Royal Hospital for Neuro-disability.

## Composizione, produzione e accoglienza
I Love You (Miss Robot) è una composizione in stile electropop-new wave. Durante il The Lost Gig Trevor Horn raccontò che ogni giovedì sera era solito suonare Moon River con il suo basso elettrico e che in una di queste occasioni ebbe l'ispirazione per scriverla. È la quarta traccia di The Age of Plastic, posta tra Kid Dynamo e Clean, Clean. Venne registrata, come tutto l'album, nel 1979, con un budget di 60000 £. La base musicale venne incisa da Hugh Padgham ai Townhouse Studios della Virgin Records a West London, mentre la parte vocale ai Sarm East Studios, dove Gary Langan si occupò del missaggio, completandolo una domenica tra le 23:00/00:00 e le 3:00/4:00. Questi considerò il mix della canzone «uno dei migliori [...] che io abbia mai fatto», denominandolo «pukka mix».
Downes contribuì alla parte vocale, cantando il ritornello tramite il vocoder e raccontò che:
Nonostante questo, Jeri Montesano del sito AllMusic, nella sua recensione di The Age of Plastic, considerò I Love You (Miss Robot) più «una metaforica storia d'amore con un robot» che «esplora il rapporto e la dipendenza dell'uomo moderno dalla tecnologia», e Craven Lovelace di Grand Junction Free Press notò in essa un esempio della crescente popolarità degli androidi come soggetto musicale nei primi anni ottanta.
Theo Cateforis scrisse nel suo libro del 2011 Are We Not New Wave?: Modern Pop at the Turn of the 1980s che il titolo del brano, assieme a quelli dell'album e della settima traccia Astroboy (And the Proles on Parade), «raffigura l'arrivo degli anni '80 come un'era di novità del futurismo giocoso». Chuck Eddy di Spin vide nella composizione una dimostrazione di come The Age of Plastic sia «fermamente nella tradizione future-tech dei Kraftwerk». Giuseppe Loris Ienco del webzine Indie for Bunnies, in un articolo celebrativo del quarantesimo anniversario della pubblicazione del disco, affermò che I Love You (Miss Robot) mostra i Buggles ricorrere «a uno sterile immaginario hi-tech per descrivere una relazione triste e priva di passione» che appare ispirato da «un racconto dello scrittore britannico J. G. Ballard», in cui «un certo retrogusto démodé/nostalgico [...] si fa persino ansiogeno».

## Esecuzione dal vivo

Trevor Horn presenta I Love You (Miss Robot) durante il The Lost Gig

Nel settembre 2010, Horn e Downes riformarono i Buggles e tennero un concerto di beneficenza il cui ricavo sarebbe andato al Royal Hospital for Neuro-disability al Ladbroke Grove's Supperclub a Notting Hill, Londra, che chiamarono The Lost Gig. In quell'occasione venne per la prima volta suonato dal vivo nella sua integrità The Age of Plastic e perciò fu eseguita anche I Love You (Miss Robot).

## Formazione
- Trevor Horn – canto, basso elettrico, chitarra elettrica
- Geoff Downes – vocoder, tastiere, sintetizzatori, pianoforte, batteria, percussioni programmate

Vennero ingaggiate due donne come coriste per The Age of Plastic, il cui nome tuttavia non figura nei crediti.

### Produzione
- Geoff Downes – produttore
- Trevor Horn – produttore
- Gary Langan - responsabile del missaggio
- Hugh Padgham - tecnico del suono